# Gossard-Kanal
Der Gossard-Kanal ist eine schmale Meerenge mit ost-westlicher Ausrichtung zwischen den Mariner-Inseln und der Booth-Halbinsel im Zentrum des Highjump-Archipels vor der Küste des ostantarktischen Wilkeslands.
Kartiert wurde er anhand von Luftaufnahmen der United States Navy bei der Operation Highjump (1946–1947). Das Advisory Committee on Antarctic Names benannte sie nach Guy Carleton Gossard Jr. (1916–1989), Besatzungsmitglied bei den Flügen der Operation Highjump für die Erstellung von Luftaufnahmen zwischen 14° (Königin-Maud-Land) und 164° östlicher Länge (Viktorialand).